# Centropogon herzogii
Centropogon herzogii är en klockväxtart som beskrevs av Alexander Zahlbruckner och Karl Rechinger. Centropogon herzogii ingår i släktet Centropogon och familjen klockväxter. Inga underarter finns listade i Catalogue of Life.